# 祥云火炬
祥云火炬，2008年北京奥运会火炬的名称。北京奥运会手持火炬含地面传递火炬和珠峰传递火炬两种，火炬长72厘米，是中国自主设计研发的产物。两种火炬外形相同，燃烧系统截然不同。
火炬的外形《祥云》由联想（北京）有限公司创新设计中心设计，燃烧系统是航天科工研发，航天晨光完成火炬样品制作。样品通过国际奥委会批准。
地面传递火炬燃烧系统采用双火焰、气相稳压技术，燃料为丙烷，重985克，燃烧时间15分钟，在零风速下火焰高度25至30厘米，在强光和日光情况下均可识别和拍摄。
珠峰传递火炬燃烧系统是一种特殊的固体燃料，重约1.1公斤，可克服低温、低压、缺氧、大风等极端不利条件，在珠峰之巅漂亮地燃烧。0.3bar、－40℃下火焰高度不小于25厘米，燃烧时间不低于7分钟。